# Тетрахлороплатинат(II) бария
Тетрахлороплатинат(II) бария — неорганическое соединение, 
комплексный хлорид бария и платины
с формулой Ba[PtCl4],
кристаллы,
растворяется в воде,
образует кристаллогидраты.

## Физические свойства
Тетрахлороплатинат(II) бария образует кристаллы.
Растворяется в воде и этаноле.
Образует кристаллогидрат состава Ba[PtCl4]•3H2O — тёмно-красные кристаллы.

## Химические свойства
- Реагирует с аммиаком с образованием хлорид тетрааминплатины(II)

{\displaystyle {\mathsf {2Ba_{2}[PtCl_{4}]+4\ NH_{3}\cdot H_{2}O\ {\xrightarrow {}}\ [Pt(NH_{3})_{4}]Cl_{2}+BaCl_{2}+4H_{2}O}}}